# Coequosa triangularis
Coequosa triangularis är en fjärilsart som beskrevs av Donovan 1805. Coequosa triangularis ingår i släktet Coequosa och familjen svärmare. Inga underarter finns listade i Catalogue of Life.

## Bildgalleri

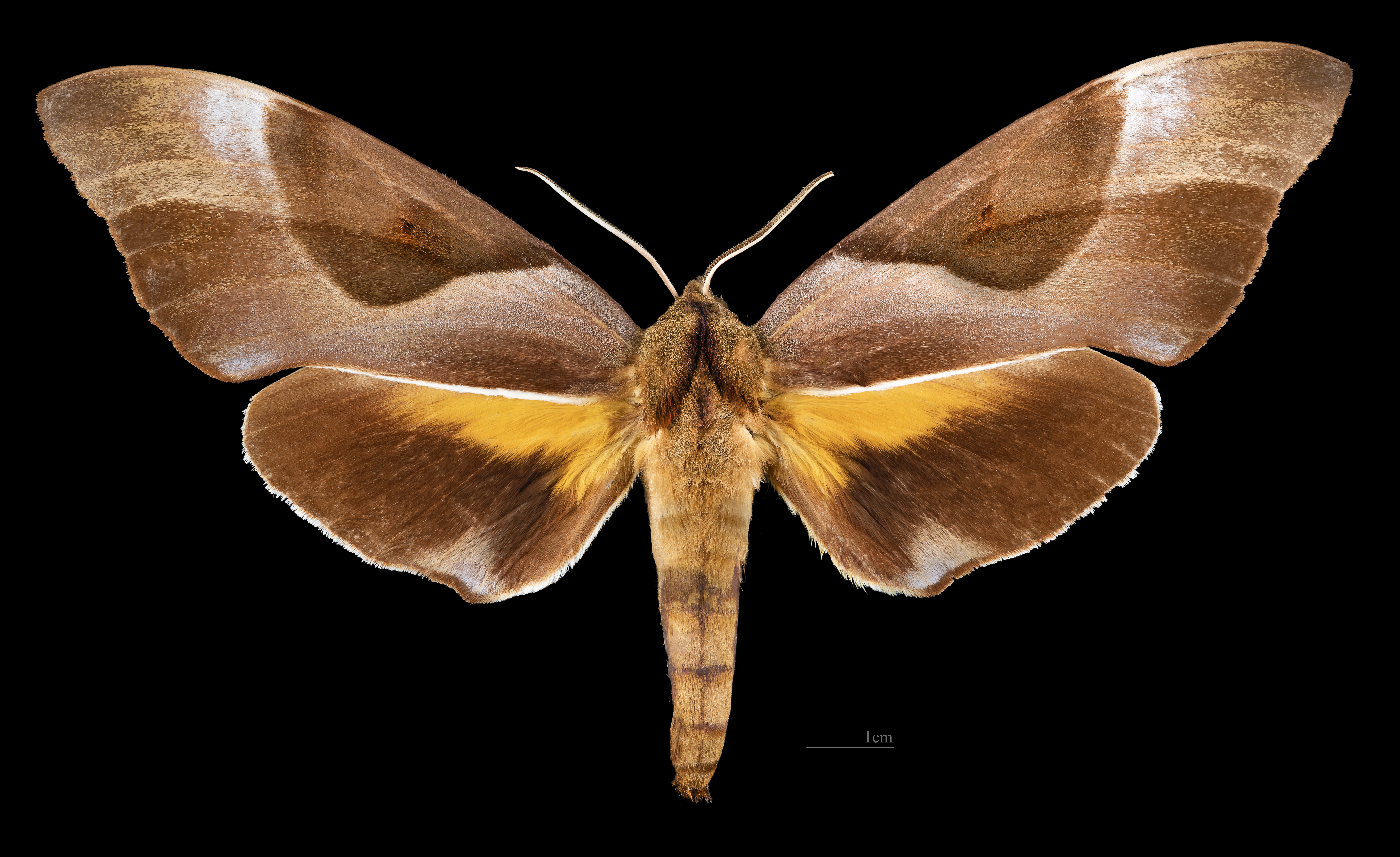
Coequosa triangularis ♂
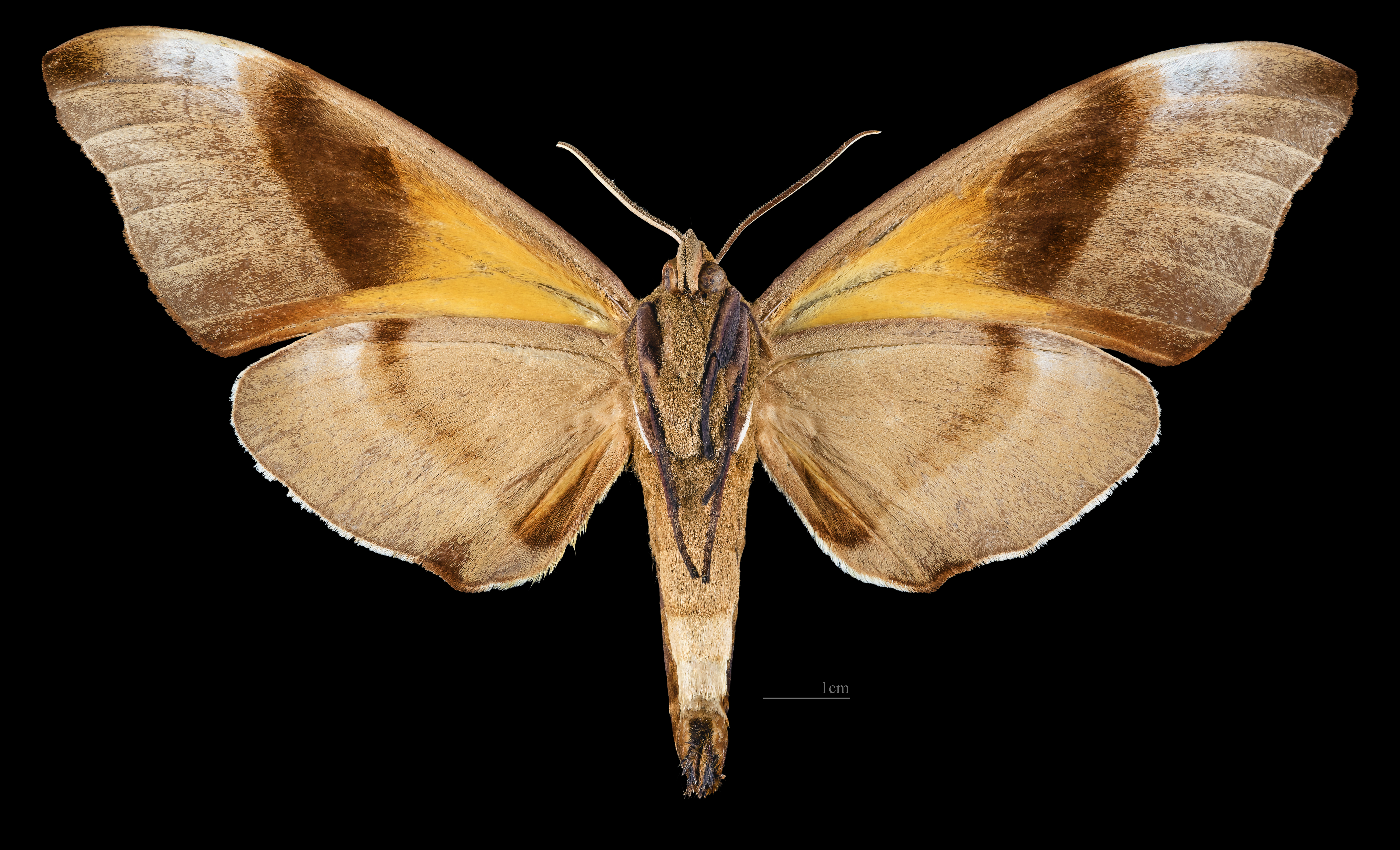
Coequosa triangularis ♂  △